# Illa Montague
L'illa Montague (en anglès Montague Island) és una illa del golf d'Alaska, a l'entrada del Prince William Sound, a l'estat d'Alaska, Estats Units. La seva superfície és de 790,88 km², la 26a més gran dels Estats Units. Segons el cens del 2000 l'illa no té població permanent, cosa que la situa en l'illa deshabitada més gran del país. L'illa és coneguda per la pesca esportiva.
El maig del 2012 l'illa es va veure afectada per l'arribada massiva de restes procedents del terratrèmol i tsunami del Japó de març del 2011.